# San Maurizio Canavese
San Maurizio Canavese é uma comuna italiana da região do Piemonte, província de Turim, com cerca de 7.259 habitantes. Estende-se por uma área de 17 km², tendo uma densidade populacional de 427 hab/km². Faz fronteira com San Carlo Canavese, San Francesco al Campo, Ciriè, Leinì, Robassomero, Caselle Torinese.

## Demografia
| Variação demográfica do município entre 1861 e 2011                               |
|                                                                                   |
| Fonte: Istituto Nazionale di Statistica (ISTAT) - Elaboração gráfica da Wikipedia |